# Komisarz Montalbano
Komisarz Montalbano (wł. Il commissario Montalbano) – włoski serial kryminalny w reżyserii Alberta Sironiego i Luca Zingarettiego, na podstawie prozy Andrei Camilleriego.
Serial Komisarz Montalbano emitowany jest we włoskiej sieci Rai od roku 1999. Reżyserowany przez Alberta Sironiego do 2019, następnie przez odtwórcę głównej roli Luca Zingarettiego. Akcja toczy się na Sycylii. Tytułowy komisarz rozwiązuje kryminalne zagadki przy pomocy współpracowników: Fazia (Peppino Mazzotta), Galluzza (Davide Lo Verde) i Catarelli (Angelo Russo).
Pierwszy odcinek wyemitowano 6 maja 1999 roku.